# Claudio Dadomo
Claudio Dadómo, né le 10 février 1982 à Montevideo, est un footballeur international uruguayen d'origine italienne,.